# Страшный двор (фильм, 1936)
«Страшный двор» (пол. Straszny dwór) — польский чёрно-белый художественный фильм, снятый в 1936 году режиссёром Леонардом Бучковским.
Экранизация одноименной оперы Станислава Монюшко (1864).
Премьера фильма состоялась 14 апреля 1936 года.

## Сюжет
Фильм снят по мотивам знаменитой оперы Станислава Монюшко «Страшный двор». В первой половине XVIII века два брата-гусара Збигнев и Стефан возвращаются домой после окончания военной службы. Братья наслаждаются свободой и дают обет — не вступать в брак.
Однако, многочисленные соседские мамаши с дочерьми на выданье расставляют на них сети и часто посещают братьев в их поместье в надежде на скорый брак с одной из девушек.
Однажды Збигнев и Стефан спасают от волков двух молодых девушек — Ганну и Ядвигу.
Вскоре братья узнают, что те дочери местного мечника, и в страхе за свою вольную холостяцкую жизнь скрывают, что они спасители девиц.
Время покажет, что данный обет безбрачия — трудно сдержать.

## В ролях
- Витольд Конти — Стефан, гусар, брат Збигнева
- Казимеж Чекотовский — Збигнев, гусар, брат Стефана
- Люцина Щепаньская — Ганна, дочь Мечника и сестра Ядвиги
- Хелена Гроссувна — Ядвига, дочь Мечника и сестра Ганны
- Мечислава Цвиклиньская — Чесникова, тётя Стефана и Збигнева
- Мариуш Машинский — Пан Дамазы, барристер, соперник Збигнева и Стефана
- Станислав Селяньский — Ясек
- Евгениуш Май — Мечник
- Юзеф Орвид — Mацей, слуга Чесниковой и её семьи
- Амелия Роттер-Ярниньская — Подстолина
- Ирена Скверчиньская
- Михал Галич